# Chantier naval Ingalls de Pascagoula

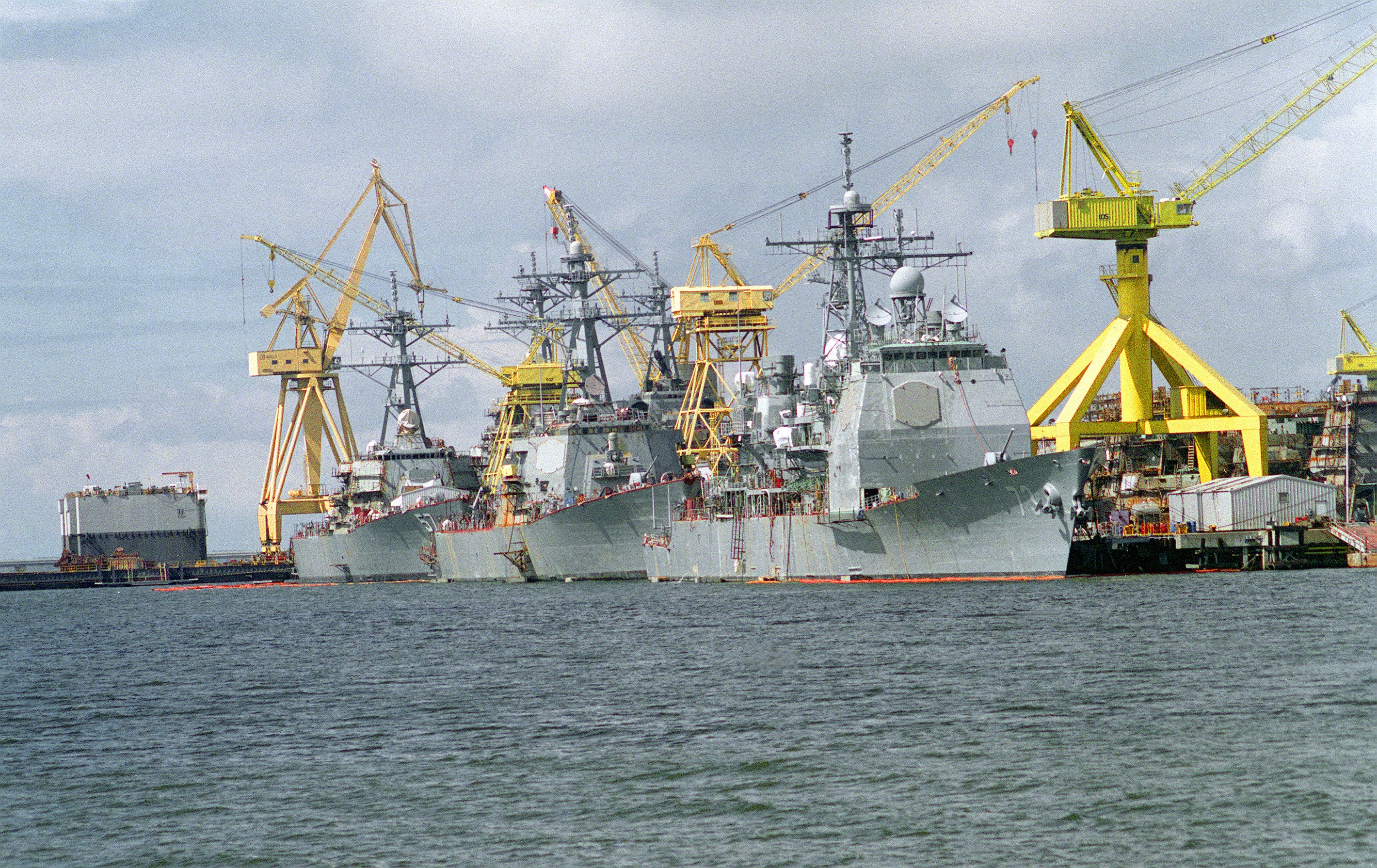
Destroyers et croiseurs en construction au chantier naval Ingalls en 1993.

Le chantier naval Ingalls de Pascagoula est un important site de construction navale, situé à Pascagoula, dans l'État du Mississippi (États-Unis). Mis en service en 1938, ce chantier naval a été exploité par la société Ingalls Shipbuilding, puis, depuis 1961, par le groupe Litton Industries, racheté par Northrop Grumman en 2001.

## Les origines
À Pascagoula, la construction navale est une activité ancienne, qui commença à l’époque de la colonisation française. La région est en effet riche en forêts de pins, qui fournissent du bois, de l'essence de térébenthine, du goudron, de la poix et de la résine. En 1718, un premier navire pour la Marine royale française fut ainsi mis à l'eau à Pascagoula. Cette activité se poursuivit aux  XVIIIe et  XIXe siècles. Au début du XXe siècle, Pascagoula était un important port d'exportation de bois.
En 1938, la société Ingalls Iron Works Company, de Birmingham (Alabama), acheta un terrain de 65 hectares à Pascagoula afin d'y établir un chantier naval et de répondre à une commande de navires de commerce et de transport de passagers de la United States Maritime Commission. Le terrain, situé près de l'embouchure de la rivière Pascagoula, est relié au golfe du Mexique par un chenal assez profond. Le site bénéficiait d'un accès ferroviaire et des terrains étaient disponibles pour d'éventuelles extensions. Par ailleurs, la main-d'œuvre disponible était abondante dans la région. La société Ingalls Shipbuilding fut créée en novembre 1938 et la construction des navires commença en 1939.
Dès le début, ce chantier naval fit preuve d'esprit d'innovation en construisant le premier navire à coque entièrement soudée, le SS Exchequer, un cargo lancé le 16 octobre 1940. Jusque-là, en effet, les plaques d'acier des coques de navire se chevauchaient pour être rivetées. Cette nouvelle technique révolutionna la construction navale dans le monde. Trois autres cargos furent construits avant l'entrée en guerre des États-Unis.

## La Seconde Guerre mondiale
À l'approche de la guerre, le chantier Ingalls abandonna la construction de navires de commerce et commença à construire, à un rythme accéléré, plusieurs types de navires pour les besoins de la défense. Les jeunes ouvriers appelés à l'armée étaient souvent remplacés sur le chantier par des femmes. Pendant la Seconde Guerre mondiale, le chantier naval eut sa Rosie the Riveter, symbole des ouvrières des chantiers navals américains ; nommée Vera Anderson, elle s'illustra dans un championnat national de soudure. Ingalls employa jusqu'à 12 000 travailleurs pendant la guerre.
Le chantier Ingalls construisit 62 navires durant la guerre, c'est-à-dire environ un par mois :
|                             | 1941 | 1942 | 1943 | 1944 | 1945 |
| --------------------------- | ---- | ---- | ---- | ---- | ---- |
| Combat Loaded Transport     | 1    | 2    | 6    | 11   | 2    |
| Transport de troupes        |      | 1    | 3    |      |      |
| Porte-avions d'escorte      |      |      | 2    | 2    |      |
| Cargos                      |      |      | 6    | 6    | 12   |
| Ravitailleur de sous-marins |      |      | 3    | 1    |      |
| Mouilleur de filets         |      |      |      | 4    |      |
| Total                       | 1    | 3    | 20   | 24   | 14   |

## L'après-guerre
Au sortir de la guerre, le chantier Ingalls était devenu l'un des principaux chantiers navals américains. De nombreux navires livrés pendant la guerre retournèrent à Pascagoula, où ils furent convertis en navires de commerce.
Des navires de haute mer de types variés furent également construits à Pascagoula : des vraquiers, des porte-conteneurs, un chimiquier, des pétroliers, des navires pour le forage en mer, des navires de ligne pour le transport des passagers et même les deux derniers navires de croisière de luxe construits aux États-Unis, le SS Brazil et le SS Argentina.
Ingalls diversifia également ses activités, en se lançant dans la construction de plates-formes de forage off-shore, de wagons de chemin de fer, notamment des wagons trémie. Une tentative de construire des locomotives Diesel se solda par un échec et un seul exemplaire fut commercialisé.
Mais l'entreprise s'efforça d'obtenir de nouveaux contrats militaires. Dans les années 1950, Ingalls construisit des navires très spécialisés pour l'US Navy. Tout d'abord treize navires de débarquement. En 1959, Ingalls lança deux destroyers d'un type nouveau, les USS Morton et USS Parsons. Après avoir modifié ses installations, Ingalls remporta en 1957 un contrat pour la construction de sous-marins d'attaque à propulsion nucléaire. Après le lancement, en 1960, du USS Blueback, le dernier sous-marin à propulsion conventionnelle, Ingalls lança 12 sous-marins à propulsion nucléaire dans les années 1960 et au début des années 1970, et en révisa neuf autres.

## Litton, Northrop Grumman puis Huntington Ingalls Industries

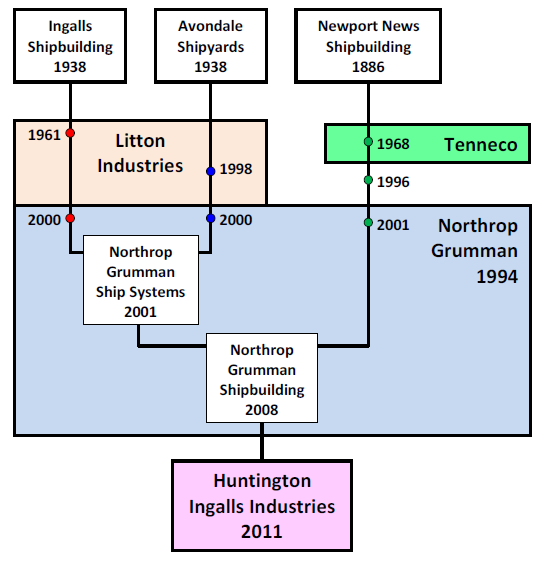
Historique des entreprises a l'origine du HII, actuel propriétaire du chantier depuis 2011.

En décembre 1961, Ingalls Shipbuilding fut racheté par le groupe californien Litton Industries. En 1968, le chantier naval fut agrandi par l'achat de terrains sur l'autre rive de la rivière Pascagoula. Un système de construction modulaire de bateaux y fut développé.

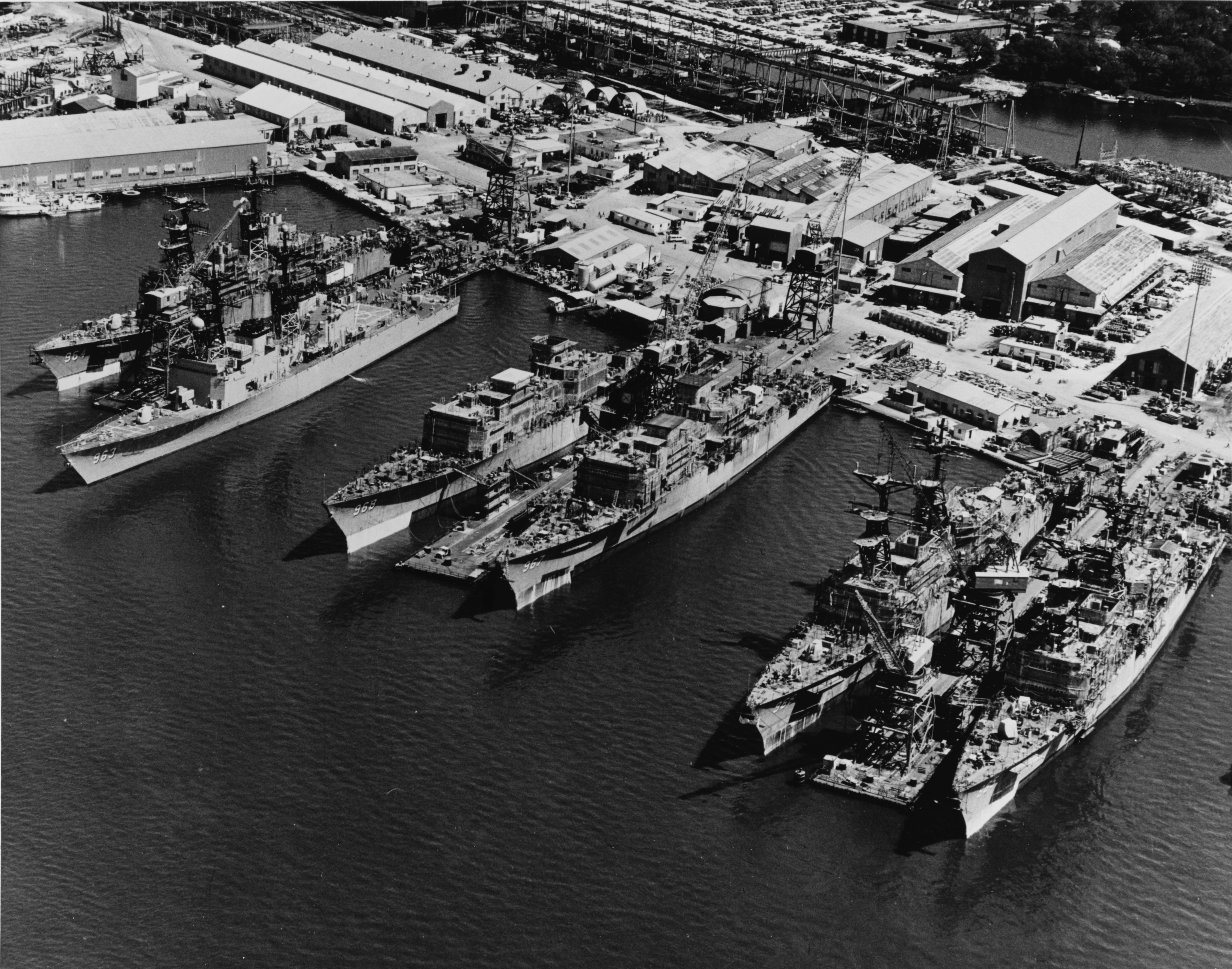
Destroyers de la classe Spruance en construction à Pascagoula en 1975.

Depuis le milieu des années 1970, Ingalls a construit de nombreux navires de surface et des sous-marins pour l'US Navy, notamment :
- des destroyers de la classe Spruance
- des navires d'assaut amphibies de la classe Tarawa
- des destroyers lanceurs de missiles guidés de la classe Kidd (en)
- des croiseurs lanceurs de missiles guidés Aegis de la classe Ticonderoga.

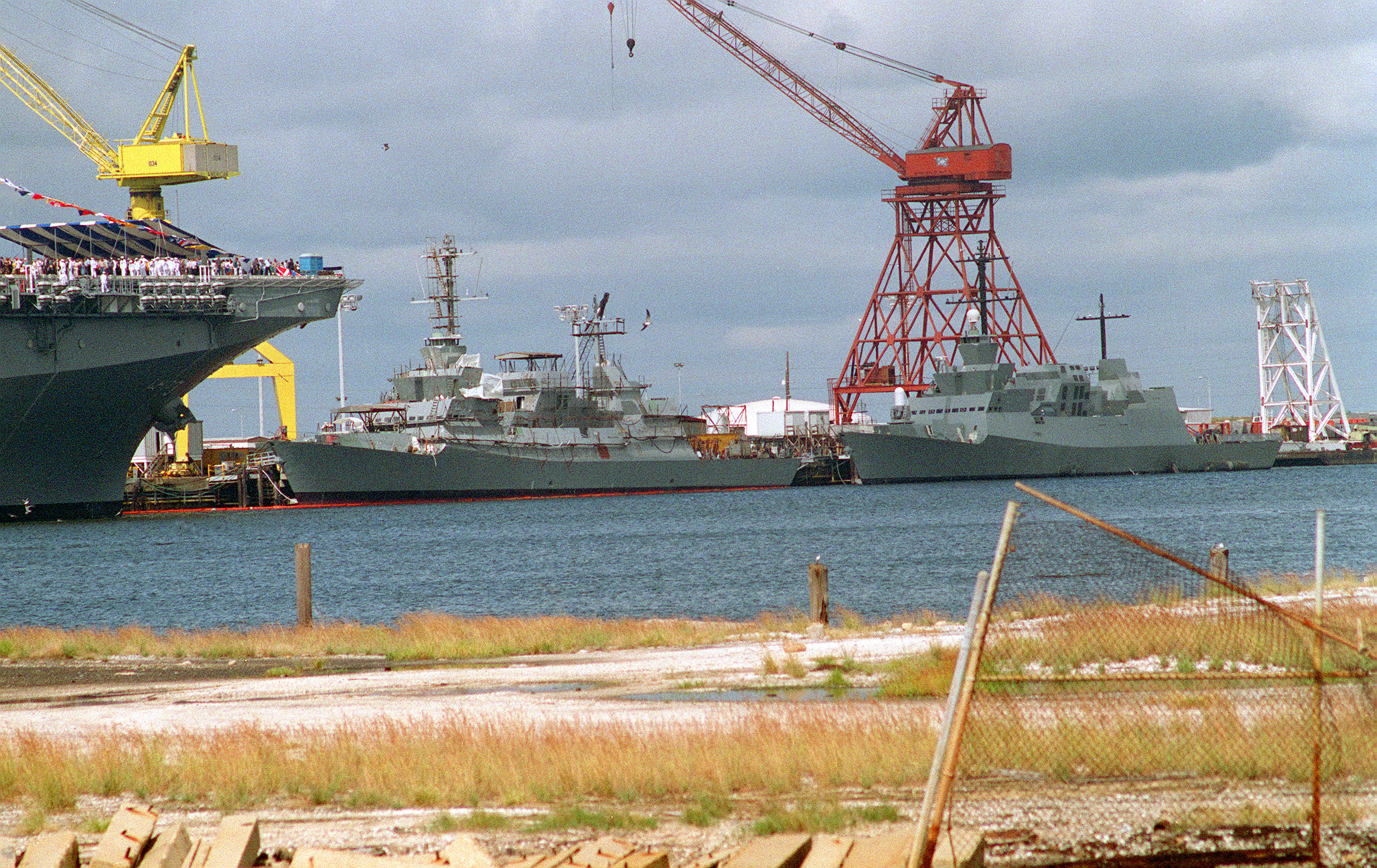
Deux des trois corvettes classe Sa'ar V construite pour Israël au début des années 1990.

L'effectif du chantier culmina en 1977 avec 25 000 salariés. En 1992, il était tombé à 16 000, en 1994 à 14 000 et en 1997 à 9 500.
En 2001, la firme Northrop Grumman Corporation acheta Litton Industries, propriétaire du chantier naval Ingalls ainsi que du chantier Avondale, en Louisiane.
Le 29 août 2005, le chantier Ingalls fut endommagé par l'ouragan Katrina. Les navires en construction furent peu affectés, mais la destruction de nombreux bâtiments, de la plupart des véhicules et des grands portiques interrompit quelque temps le travail.
Le chantier naval Ingalls est le premier employeur privé de l’État du Mississippi avec 10 000 salariés. Le site est particulièrement bien placé pour un accès au golfe du Mexique par un chenal en eau profonde de 19 km de long, 120 m de large et 13 m de profondeur. Il est desservi par autoroute (Interstate 10) et voie ferrée. Il se trouvait enfin à proximité d’une des bases les plus modernes de l'US Navy pour les navires de combat de surface, la Naval Station Pascagoula, fermée en novembre 2006.
Le 31 mars 2011, Northrop Grumman se sépara de ses chantiers navals, qui furent regroupés dans une nouvelle société, Huntington Ingalls Industries, Inc. Le chantier de Pascougala retrouva alors son ancien nom : Ingalls .
En avril 2018, on annonce que le site servant essentiellement au stockage depuis l'ouragan Katrina pourrait redevenir actif.

## Sources
- (en) Ingalls : A chronological perspective.
- Tim Deady, « Litton sailing right along on military shipbuilding », Los Angeles Business Journal, 27 juillet 1992.
- « Major upgrade planned for Ingalls shipyard », Sea Power, septembre 1997.
- Richard R. Burgess, « NGSS's Dur: "We Are One Shipyard" », Sea Power, mai 2005.